# Никола-Березники
Никола-Березники — село Борисоглебского района Ярославской области, входит в состав Вощажниковского сельского поселения.

## География
Расположено в 2 км на юг от центра поселения села Вощажникова и в 8 км на север от райцентра посёлка Борисоглебский.

## История
Каменная пятиглавая церковь с колокольней во имя св. Николая и Вознесения Господня построена в 1811 году на средства местного крестьянина Гаврила Алексеевича Балибина, до этого здесь существовала деревянная церковь.
В конце XIX — начале XX село входило в состав Вощажниковской волости Ростовского уезда Ярославской губернии. В 1885 году в деревне было 14 дворов.
С 1929 года село входило в состав Вощажниковского сельсовета Борисоглебского района, с 2005 года — в составе Вощажниковского сельского поселения.

## Население
| 1859 | 1914 | 2007 | 2010 |
| ---- | ---- | ---- | ---- |
| 74   | ↘68  | ↘6   | ↘1   |

## Достопримечательности
В селе расположена недействующая Церковь Николая Чудотворца (1811).